# سیارک ۳۷۵۹
سیارک ۳۷۵۹ (به انگلیسی: 3759 Piironen، نامگذاری:1984AP) سه هزار و هفتصد و پنجاه و نهمین سیارک کشف شده‌است که در ۸ ژانویه ۱۹۸۴ کشف شد.
قدر مطلق سیارک برابر ۱۱٫۹۰ است.